# Hedyotis acutangula
Hedyotis acutangula är en måreväxtart som beskrevs av John George Champion och George Bentham. Hedyotis acutangula ingår i släktet Hedyotis och familjen måreväxter. Inga underarter finns listade i Catalogue of Life.